# 부산교육대학교 부설초등학교
부산교육대학교 부설초등학교는 대한민국 부산광역시 연제구에 있는 국립 초등학교다.

## 학교 연혁
- 1960년 5월 16일: 부산사범부속국민학교 분교 개교, 초대 김두성 교장 취임
- 1963년 3월 1일: 부산교육대학부속국민학교로 개칭
- 1996년 3월 1일: 부산교육대학부속초등학교로 개칭
- 2001년 3월 1일: 부산교육대학부설초등학교로 개칭

## 같이 보기
- 부산교육대학교